# Alberto Almanza
Alberto Almanza González (* 3. Januar 1940 in Chihuahua; † 27. Januar 2023 in Austin, Texas, Vereinigte Staaten) war ein mexikanischer Basketballspieler.

## Biografie
Alberto Almanza kam 1954 in die Vereinigten Staaten, wo er die Jefferson High School in El Paso, Texas besuchte und für deren Basketballteam aktiv war. Anschließend besuchte er die University of Texas at Austin und war für die Texas Longhorns aktiv.
Mit der mexikanischen Nationalmannschaft belegte er bei den Olympischen Sommerspielen 1960 sowie 1964 jeweils den 12. Platz.
Beruflich arbeitete Almanza 35 Jahre bei New York Life.